# Nemoura dromokeryx
Nemoura dromokeryx is een steenvlieg uit de familie beeksteenvliegen (Nemouridae). De wetenschappelijke naam van de soort is voor het eerst geldig gepubliceerd in 1976 door Theischinger.